# بام رودس
بام رودس (بالإنجليزية: Pam Rhodes)‏ (22 سبتمبر 1950)؛ مقدمة تلفزيونية وروائية بريطانية.